# Connaraceae
Die Connaraceae sind eine Pflanzenfamilie in der Ordnung der Sauerkleeartigen (Oxalidales). Sie ist pantropisch mit etwa zwölf Gattungen und 110 bis 200 Arten verbreitet.

## Beschreibung

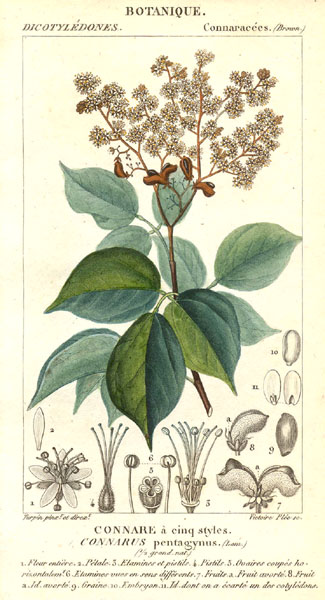
Illustration von Agelaea lamarckii

### Vegetative Merkmale
Die Arten der Familie sind verholzende Pflanzen: Bäume, Sträucher oder meist Lianen. Das Sekundäre Dickenwachstum geht von einem konventionellen Kambiumring aus, oder anormal über ein konzentrisches Kambium (Rourea).
Sie können immergrün oder laubabwerfend sein. Die wechselständig und spiralig angeordneten Laubblätter sind in Blattstiel und Blattspreite gegliedert. Die ledrige Blattspreite ist in der Regel unpaarig gefiedert, besteht aber oft aus nur einer oder drei Blattfiedern, die meist einen glatten, selten einen gelappten Rand besitzen. Die Stomata sind paracytisch, seltener cyclocytisch oder selten diacytisch. Nebenblätter fehlen.

### Generative Merkmale
Die Blüten stehen über Tragblättern in seiten- oder (pseudo)endständigen, traubigen oder rispigen Blütenständen zusammen.
Die Blüten sind meist zwittrig oder selten eingeschlechtig. Wenn die Blüten eingeschlechtig sind dann sind die Arten zweihäusig getrenntgeschlechtig (diözisch). Die kleinen, radiärsymmetrischen bis etwas zygomorphen Blüten sind selten vier-, meist fünfzählig mit doppelter Blütenhülle. Die vier, meist fünf Kelchblätter sind meist frei oder höchstens an der Basis verwachsen. Die vier, meist fünf Kronblätter sind meist frei. Es kann ein kleiner Diskus vorhanden sein. Es sind ein oder meist zwei Kreise mit je fünf Staubblättern vorhanden, die untereinander frei oder höchstens an ihrer Basis kurz, aber nicht mit den Kronblättern verwachsen sind; sie sind oft deutlich ungleich, wobei die des inneren Kreises länger sind. Entweder sind alle Staubblätter fertil oder es sind ein bis fünf Staminodien vorhanden. Die Pollenkörner besitzen meist drei, selten vier Aperturen und sind colpate oder colporate. Es sind meist fünf (ein bis acht) freie, oberständige Fruchtblätter vorhanden. Jedes Fruchtblatt enthält zwei meist orthotrope, bitegmische, crassinucellate Samenanlagen.
Die Balgfrüchte stehen oft einzeln oder zu zweit bis acht in einer Sammelfrucht zusammen. Die Balgfrüchte bleiben geschlossen oder öffnen sich und enthalten meist nur einen, selten zwei Samen. Der Samen ist meist von einer fleischigen, gefärbten Sarkotesta umgeben und kann ölhaltiges Endosperm besitzen. Die Samenschale ist dick. Der Embryo ist gerade.
Die Chromosomengrundzahlen betragen x = 13 oder 14.

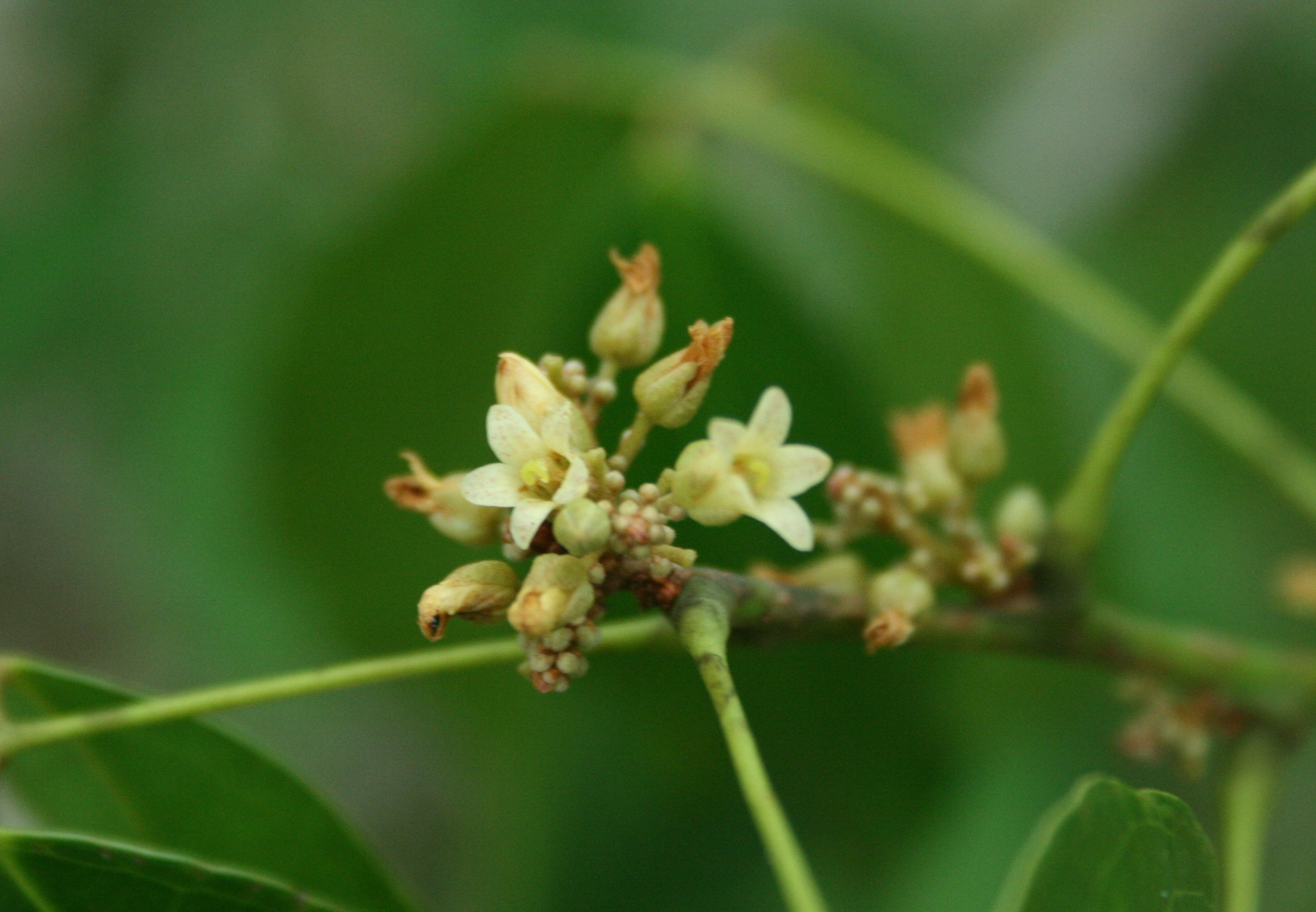
Tribus Connareae: Blütenstand mit fünfzähligen Blüten von Connarus lambertii

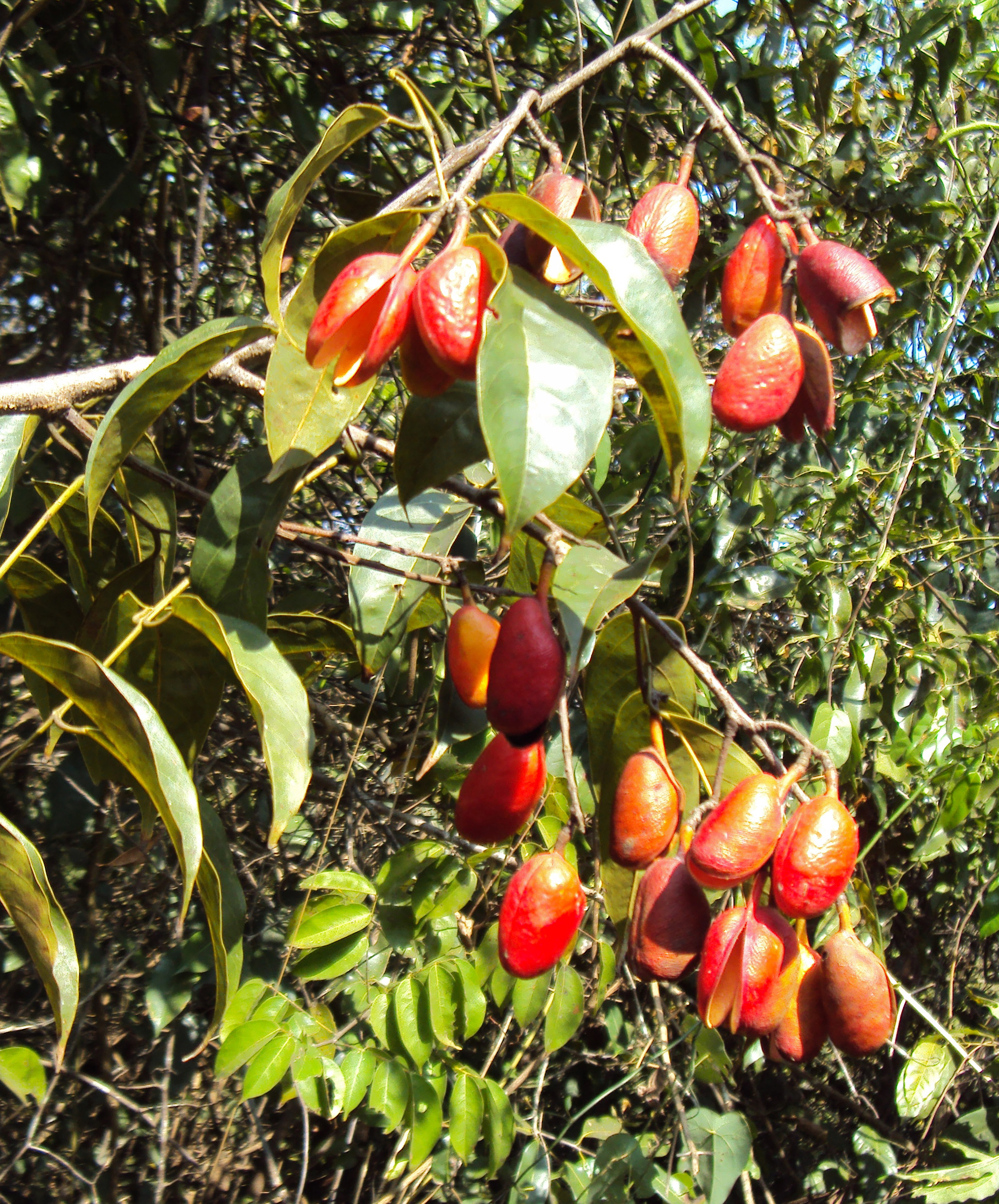
Tribus Connareae: Früchte von Connarus paniculatus

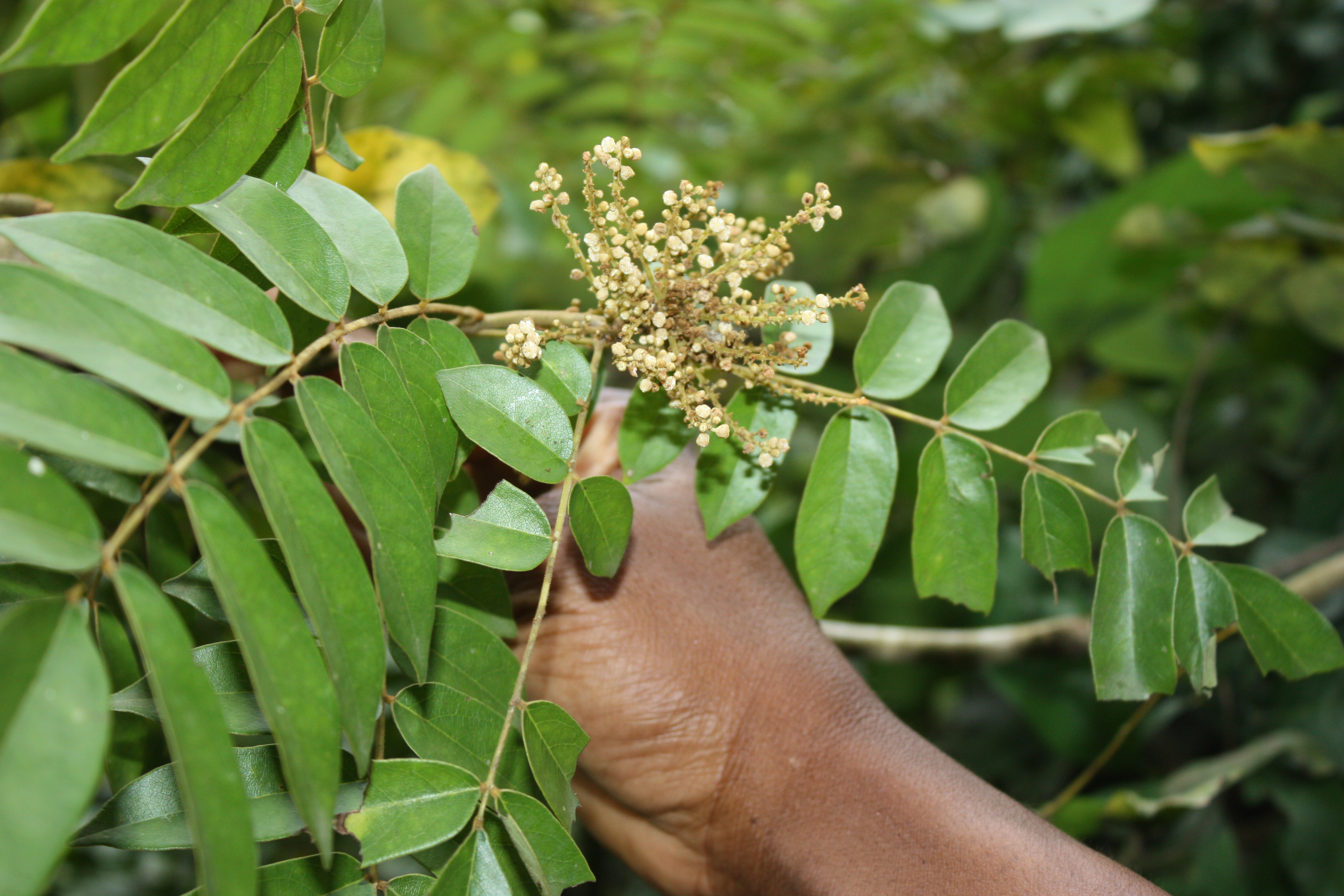
Tribus Cnestideae: Zweig mit gefiederten Laubblättern und Blütenstand von Cnestis ferruginea

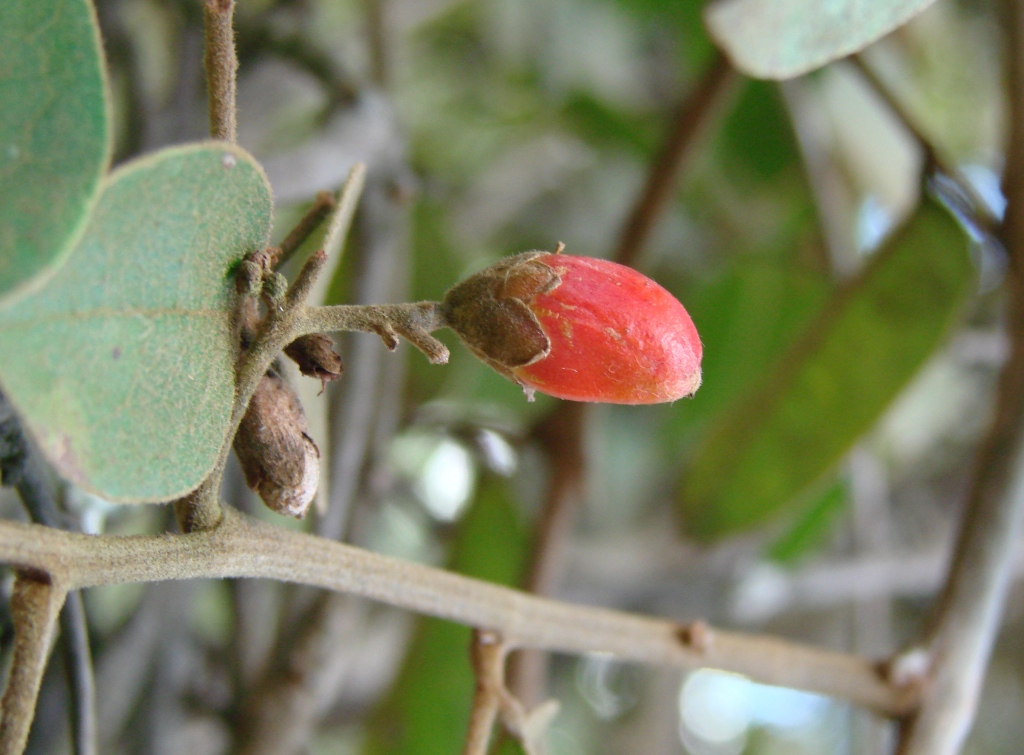
Tribus Cnestideae: Frucht von Rourea induta

## Systematik und Verbreitung
Die Familie Connaraceae wurde 1818 durch Robert Brown in Narrative of an Expedition to Explore the River Zaire, S. 431 aufgestellt. Typusgattung ist Connarus L.  Ein Synonym für Connaraceae R.Br. ist: Cnestidaceae (Raf.) Raf.
Es ist eine Familie mit pantropischer Verbreitung. Das Hauptverbreitungsgebiet liegt in Afrika und im tropischen Asien. Einige Arten kommen in den Subtropen vor. Nur wenige Arten gibt es in der Neuen Welt.
Die Familie der Connaraceae wird in vier Tribus gegliedert und enthält etwa zwölf Gattungen mit 110 bis 200 Arten:
- Tribus Connareae:
  - Connarus L.: Sie ist pantropisch mit etwa 80 bis 120 Arten verbreitet.
  - Ellipanthus Hook.f.: Die etwa sieben Arten sind in der Alten Welt verbreitet.
  - Hemandradenia Stapf: Die etwa zwei Arten sind im tropischen Afrika verbreitet.
  - Burttia Baker f. & Exell: Sie enthält nur eine Art:
    - Burttia prunoides Baker f. & Exell: Sie kommt in Tansania, Mosambik und Sambia vor.

  - Vismianthus Mildbr.: Von den nur zwei Arten kommt eine in Tansania und eine in Myanmar vor.

- Tribus Jollydoreae Lemmens:
  - Jollydora Pierre ex Gilg: Die etwa drei Arten sind in Zentralafrika verbreitet.

- Tribus Manoteae Lemmens:
  - Manotes Sol. ex Planch.: Die nur drei Arten sind im tropischen Afrika verbreitet.

- Tribus Cnestideae:
  - Agelaea Sol. ex Planch.: Die etwa 15 Arten sind im tropischen Afrika und tropischen Asien verbreitet
  - Cnestidium Planch.: Die vier Arten sind in der Neotropis verbreitet.
  - Cnestis Juss.: Die etwa 13 Arten sind hauptsächlich im tropischen Afrika verbreitet, eine Art kommt auch im tropischen Asien vor.
  - Pseudoconnarus Radlk.: Die vier bis fünf Arten sind in Südamerika verbreitet.
  - Rourea Aubl.: Sie ist pantropisch mit etwa 40 bis 100 Arten verbreitet.

## Nachweise
- Die Familie der Connaraceae bei der APWebsite. (Abschnitte Beschreibung und Systematik)
- Die Familie der Connaraceae bei DELTA – Families of flowering Plants von L. Watson & M. J. Dallwitz.
- Lingdi Lu, Nicholas J. Turland: In: Wu Zhengyi, Peter H. Raven, Deyuan Hong (Hrsg.): Flora of China. Volume 9: Pittosporaceae through Connaraceae, Science Press und Missouri Botanical Garden Press, Beijing und St. Louis, 2003, ISBN 1-930723-14-8. Connaraceae. S. 435 - textgleich online wie gedrucktes Werk. (Abschnitte Beschreibung und Systematik)
- R. H. M. J. Lemmens, F. J. Breteler, C. C. H. Jongkind: Connaraceae. In: Klaus Kubitzki (Hrsg.): The Families and Genera of Vascular Plants – Volume VI – Flowering Plants – Dicotyledons – Celastrales, Oxalidales, Rosales, Cornales, Ericales, 2004, S. 74–81.